# Euryproctus albopunctus
Euryproctus albopunctus là một loài tò vò trong họ Ichneumonidae.